# Курзыбова, Клавдия Петровна
Клавдия Петровна Курзыбова — советский хозяйственный, государственный и политический деятель.

## Биография
Родилась в 1922 году в Чалотах.
С 1939 года — на хозяйственной, общественной и политической работе. В 1939—1972 гг. — рядовая колхозница в сельхозартели имени Ленина Нижнеудинского района Иркутской области, после курсов комбайнеров помощник комбайнера, комбайнер Нижнеудинской МТС, в 1951 году убрала 484 гектара и намолотила 8260 центнеров зерна.
Избиралась депутатом Верховного Совета СССР 4-го созыва.
Умерла после 1996 года.